# Naczyn Kuułar
Naczyn Siergiejewicz Kuułar (ros. Начын Сергеевич Куулар; 9 czerwca 1995) – rosyjski, a od 2025 roku kazachski zapaśnik walczący w stylu wolnym. 
Brązowy medalista mistrzostw Europy w 2019. Wojskowy mistrz świata z 2016, 2017 i 2018. Mistrz świata U-23 w 2017 i Europy w 2018. Mistrz Europy juniorów z 2015. Drugi na mistrzostwach Rosji w 2019 i trzeci w 2018 roku.